# Mušice (oko)
Flotirajuće mutnine staklastog tijela posljedica su pojave depozita različite veličine, oblika, konzistencije, indeksa loma svjetlosti i različite pokretljivosti, unutar normalno prozirnog staklastog tijela oka. Mogu biti embriološkog porijekla ili stečene zbog degenerativnih promjena staklastog tijela ili mrežnice oka.
Viđenje takvih mutnina poznato je pod nazivom myodesopsia, ili rjeđe korištenim nazivima myiodeopsia, myiodesopsia ili myodeopsia. Oko primjećuje zamućenja zbog sjene koju depoziti tvore na mrežnici a mogu se pojaviti u vidnom polju (vidno polje) pojedinca kao pojedinačni ili multipli. Prikazuju se u obliku mrljica te nitastih ili paučinastih tvorbi koje polagano plutaju pred očima. Budući da ti objekti doista postoje unutar oka, oni nisu perceptivne varke već su entoptički fenomen.
Jedan specifičan tip zamućenja poznat je pod latinskim nazivom Muscae volantes (leteće mušice) ili francuski, mouches volantes a oblika su sitnih mrljica, poput letećih mušica. Prisutni su u većine ljudi a njihova pojava pripisuje se bezznačajnim ostacima struktura prisutnih u staklastom tijelu oka u doba fetalnoga razvoja.

## Opis
Flotirajuće čestice suspendirane su unutar staklastog tijela odnosno guste želatinozne mase koja ispunjava očnu jabučicu.
 
U skladu s time, slijede brze pokrete oka, slobodno plutajući u tekućem mediju staklastog tijela. Kada ih čovjek prvi puta primijeti, obično pokuša pogledati direktno u njih. Međutim, pokušaj fokusiranja pogleda na njih može biti vrlo težak jer flotirajuće čestice slijede pokret oka te ostaju na strani u koju se pogled uputi. Mutnine su zapravo vidljive iz razloga što flotirajuće čestice nisu fiksirane unutar oka.
Primjerice, iako i krvne žile oka također djeluju kao zapreka svjetlu, u normalnim su okolnostima nevidljive budući imaju fiksan položaj u odnosu prema, mrežnici oka (mrežnica) pa mozak zbog neuralne adaptacije isključi takve stabilizirane slike, što je vrlo često poremećeno flotirajućim česticama, osobito ako postoji tendencija da ostanu vidljive.
Mutnine su osobito dobro vidljive prikom gledanja u praznu (bijelu) površinu ili monokromatski prizor kao što je vedro plavo nebo. Unatoč tome što se opisuju kao flotirajuće mutnine, mnoge od čestica imaju tendenciju nakupljanja na dnu očne jabučice neovisno o smjeru orijentacije oka. U položaju kada je pogled usmjeren prema gore ili kada čovjek leži na leđima, čestice se nakupljaju u blizini fovee (centar pogleda) dok vedro i ravnomjerno osvijetljeno nebo predstavlja idealnu vidnu pozadinu česticama.
Dnevna svjetlost također uzrokuje i miozu tj. sužavanje zjenica, što čini čestice izoštrenijima i jasnijima.
Flotirajuće mutnine nisu neuobičajene i većini ljudi ne predstavljaju značajniji problem.  Istraživanje iz 2002. godine u Velikoj Britaniji pokazalo je da se s opisanim simptomima flotirajućih mutnina susreće prosječno 14 pacijenata mjesečno. Međutim, ako su smetnje u vidnom polju konstantno prisutne, flotirajuće čestice staklastog tijela postaju više nego samo manja povremena očna smetnja. Oblici koji se u vidnom polju pojavljuju rezultat su projekcije sjene sitnih proteinskih struktura ili staničnog otpada, nakupljenih tokom godina i zarobljenih u staklastome tijelu.
Mutnine su dobro vidljive i kroz zatvorene oči za vrijeme vrlo sunčanih i vedrih dana, kada je prisutna dovoljna količina svjetlosti koja prodire kroz očne kapke i formira sjene koje se zatim projiciraju na mrežnicu. Opisane smetnje ne pojavljuju se samo u starijih ljudi već i u mlađoj popuaciji, posebice u kratkovidnih ljudi. Učestaliji su i nakon operacije katarakte i određenih trauma a u nekim slučajevima, flotirajuće su mutnine i kongenitalne.
Flotirajuće čestice hvataju i odbijaju svjetlost na način koji uzrokuje privremeno zamućenje vida, sve dok se čestice ne pomaknu u drugo područje unutar staklastog tijela. Čovjek koji ima ovakve smetnje često je krivo uvjeren da zapravo vidi otpatke ili strano tijelo s površine oka (kojeg tamo zapravo nema).
Međutim, većina ljudi s vremenom nauči ignorirati svoje flotirajuće mutnine. Za ljude kojima su mutnine prisutne konstantno i uzrokovane većim masama flotirajućih čestica, nemoguće je smetnju u potpunosti ignorirati, a kod nekih je zamijećeno i postupno smanjivanje koncentracije prilikom čitanja, gledanja televizije, šetnje prirodom i primjerice vožnje. Tegobe se pojačavaju ako je čovjek umoran.

## Uzroci
Mnogo je različitih mogućih uzroka flotirajućim mutninama od kojih ćemo one najčešće iznijeti ovdje. Pojednostavljeno rečeno, bilo kakva povreda oka koja omogućava različitim česticama ulaz u unutrašnjost staklastog tijela, može rezultirati pojavom flotirajućih mutnina.

### Vitrealna sinereza
Najčešći uzrok pojavi flotirajućih mutnina jest skupljanje želatinozne mase koja se nalazi u unutrašnjosti staklastog tijela, a sadržaj joj čini 99% voda i 1% solidni elementi. Solidni udio čini mreža kolagena i hijaluronske kiseline koja zadržava molekule vode. Depolimerizacijom, hijaluronska kiselina opušta molekule vode te na taj način dovodi do likvefakcije normalno gelatinozne strukture. Kolagen se dezorganizira do fibrila, koji u konačnici predstavljaju flotirajuće elemente koji dosađuju pacijentu. Flotirajuće mutnine nastale na ovaj način uglavnom su linearne forme te ih nema mnogo.

### Odljepljenje stražnje vitrealne membrane
S vremenom, kao posljedica likvefakcije, staklasto tijelo gubi potporu i počne se skupljati. To vodi k odljepljenju stražnje vitrealne membrane, stanja u kojem se staklasto tijelo odvoji od mrežnice. Za vrijeme odlijepljivanja, staklasto tijelo može mehanički stimulirati mrežnicu, uzrokujuću u pacijenta viđenje bljeskova svijetla. Odvajanje staklastog tijela u području papile vidnog živca ponekad uzrokuje pojavu velike mutnine u obliku prstena (Weiss prsten). Kao komplikacija, može se razviti i odvajanje dijela mrežnice što je proces poznat pod nazivom mrežnična ablacija. Opisani poremećaj često dovodi i do krvarenja u unutrašnjost staklastog tijela, što pacijent opaža kao brojne, sitne točkice koje se pokreću preko cijelog vidnog polja. Ablacija mrežnice može dovesti i do sljepoće te stoga zahtijeva hitnu medicinsku pomoć. Sukladno tome, nagla pojava bljeskova svijetla ili sitnih, putujućoh mtrljica u vidnom polju, zahtijeva specijalistički oftalmološki pregled.

### Regresija hijaloidne arterije
Za vrijeme fetalnog razvoja kroz unutrašnjost staklastog tijela prolazi hijaloidna arterija, koja regredira u trećem trimestru trudnoće. Zbog njene dezintegracije, ponekad može zaostati stanični detritus.

### Ostali uzroci
Pacijenti s ozljedama mrežnice, zbog krvarenja iz oštećenih krvnih žila te izlaskom eritrocita, kao i pacijenti sa stražnjim uveitisom, vitritisom ili toksoplazmozom zbog otpuštanja leukocita, skloni su pojavi multiplih flotirajućih mutnina kao i slabljenju vida .
Ostali su uzroci asteroidna hijaloza i edem makule. Asteroidna hijaloza je anomalija staklastog tijela gdje dolazi do odlaganja kalcija u kolagensku mrežu. Tako formirane čestice se lagano pokreću sukladno pokretu oka ali se potom vraćaju u početni položaj.

### Otpadni ostaci suznog filma
Ponekad se prisutnost flotirajućih mutnina pripisuje tamnim česticama suznog filma oka. Tehnički, to nisu prave flotirajuće mutnine, sa,o uzrokuju slične smetnje u pacijentovu vidnom polju. Posebno skloni ovom uzroku su pacijenti s blefaritisom ili disfunkcionalnim Meibomovim (tarzalnim) žlijezdama iako se kao uzrok može navesti i nošenje kontaktnih leća te alergijske reakcije. Kao pomoć pri diferencijalnoj dijagnozi, služi efekt treptanja : odpadni materijal suznog filma s treptajem oka brzo će se pomicati dok prave flotirajuće čestice staklastog tijela na treptaj oka ne reagiraju. Kada isključimo postojanje pravih vitrealnih flotirajućih čestica i makularne degeneracije, možemo posumnjati na uzrok u suznom filmu.

## Dijagnoza
U postavljanju dijagnoze flotirajućih mutnina staklastog tijela, liječnik se služi oftalmoskopom ili biomikroskopom. Međutim, ako se radi o sitnoj čestici u blizini mrežnice, unatoč tome što pacijentu djeluju golemo, liječniku ti elementi možda neće biti vidljivi.
Pojačano osvjetljenje pozadine ili gledanje kroz sitnu rupicu (što uzrokuje miozu) može pacijentu olakšati promatranje vlastitih mutnina. U određenom nagibu glave, čestice se mogu pomaknuti prema središnjoj osi oka. Kada se slika pritom izoštri, fibrozni elementi postaju upadljiviji. Kod polaganog pomicanja sitne rupice kroz koju oko gleda u malenim krugovima, pojavljuje se zanimljiv entopički efekt koji omogućuje pogled na krvne žile vlastitog oka.

## Liječenje
Liječenje u većini slučajeva nije indicirano.
- Vitrektomija može biti uspješna kod liječenja ozbiljnijih slučajeva. Međutim, kod manje ozbiljnih slučajeva sa slabije izraženim simptomima, postupak nije preporučljiv zbog mogućih teških komplikacija (sljepoća). Ako se pacijent uspješno na njih navikne, flotirajuće mutnine s vremenom postaju manje neugodne pa čak i do stupnja da ih pacijent više i ne zamjećuje. 
  - Budući standardna vitrektomija uključuje rez kroz spojnicu oka (konjunktivu) ili pars plana cilijarnog tijela što posljedično zahtijeva postoperativne šavove tih struktura, postoji i postupak vitrektomije bez šavova. U toj novijoj tehnici koriste se posebni sitni instrumenti koji se uvode kroz pars plana cilijarnog tijela. Po završetku operacije, instrumenti se uklanjaju, a šavovi postoperativno nisu potrebni. Indikacije za vitrektomiju bez šavova su vrlo ograničene.
- Laserska vitrioliza je poseban postupak kod kojeg se koristi snažni YAG (Yittrium alluminium garnet) laser. Fokusiranjem laserske zrake direktno na flotirajuću česticu, ona se razloži na još sitnije i manje primjetne strukture.